# Чолак, Антонио
Антонио-Мирко Чолак (хорв. Antonio-Mirko Čolak; род. 17 сентября 1993[…], Людвигсбург, Баден-Вюртемберг) — хорватский футболист, нападающий клуба «Парма».

## Клубная карьера
Родившийся в Людвигсбурге, в Германии, Антонио Чолак занимался футболом в различных немецких клубах: «Фрайберг», «Штутгартер Киккерс» и «Хоффенхайм». Затем он выступал за вторые команды «Карлсруэ» и «Нюрнберга» в региональных лигах. В немецкой Бундеслиге Чолак дебютировал 19 октября 2013 года в поединке «Нюрнберга» против франкфуртского «Айнтрахта». Он вышел на поле на 78-й минуте, заменив чешского нападающего Томаша Пекгарта.
Сезон 2014/15 хорватский нападающий провёл за польскую «Лехию» из Гданьска, забив за неё 10 голов в чемпионате страны. В 2015 году Чолак перешёл в «Хоффенхайм», который постоянно отдавал его в аренду другим клубам. В сезоне 2015/16 форвард играл за «Кайзерслаутерн» во Второй Бундеслиге. 25 июля 2016 года Чолак был отдан на сезон в аренду «Дармштадту 98», представлявшему тогда Бундеслигу. Следующий сезон он начал, выступая за команду Второй Бундеслиги «Ингольштадт 04». По взаимному согласию сторон Чолак покинул этот клуб в январе 2018 года, перейдя на правах аренды до июня 2019 года в хорватскую «Риеку». После окончания действия договора аренды 22 июня 2019 года Чолак подписал полноценный трёхлетний контракт с «Риекой».
20 сентября 2020 года ПАОК согласовал с «Риекой» условия приобретения Чолака. Греческий клуб обязался выплатить за этот переход более 3 миллионов евро, а Чолак подписал с ним четырёхлетний контракт на сумму 450 000 евро в год.
6 марта 2021 года перешёл в шведский клуб «Мальмё» на правах аренды. В первых 15 матчах за новый клуб забил 10 голов. В декабре 2021 года, «Мальмё» отказалась выплачивать сумму выкупа в 3 миллиона евро. Хорватские СМИ связывали его с переходом в «Динамо Загреб». В начале января 2022 года вернулся в ПАОК. 20 марта в матче против «АЕК» с передачи Александру Митрицэ забил первый гол после возвращения в клуб.
7 июля 2022 года стал игроком шотландского «Рейнджерс» подписав контракт на три года. 30 июля в матче против «Ливингстона» он дебютировал в чемпионате Шотландии. 6 августа в игре с клубом «Килмарнок» забил свой первый гол за команду. 24 августа Чолак забил победный мяч в ворота «ПСВ» в квалификационном этапе Лиги чемпионов УЕФА и отправил «Рейнджерс» в групповой этап впервые с 2010 года.
15 июля 2023 года Антонио Чолак присоединился к итальянской «Парме» из Серии B. Дебют состоялся 26 августа в матче с «Читтаделлой», где форвард появился на поле на 69-й минуте игры, заменив Эрнани. Во второй игре Чолак открыл счет своим голам за «Парму», забив мяч в ворота «Пизы» в добавленное время, что принесло победу его команде со счетом 2:1.

## Карьера в сборной
27 августа 2020 года главный тренер сборной Хорватии Златко Далич включил Чолака в состав команды на матчи Лиги наций с Португалией (5 сентября 2020) и Францией (8 сентября 2020).
31 октября 2022 года был назван в расширенном списке сборной Хорватии на чемпионат мира 2022 года в Катаре, однако не попал в окончательную заявку на турнир.

## Достижения
Риека
- Обладатель Кубка Хорватии: 2018/19, 2019/20

Мальмё
- Победитель чемпионата Швеции: 2021

Индивидуальные
- Лучший бомбардир чемпионата Хорватии: 2019/20 (20 голов)